# Ces flics étranges venus d'ailleurs
Série
Les réformés se portent bien
(1978)
Pour plus de détails, voir Fiche technique et Distribution.
Ces flics étranges venus d'ailleurs est un film français réalisé par Philippe Clair, sorti en 1979.

## Fiche technique
- Titre : Ces flics étranges venus d'ailleurs
- Réalisation : Philippe Clair, assisté d'Alain Nauroy
- Scénario : Philippe Clair, Henri Sera, Claire Sochane, Philippe Sochane
- Photographie : Claude Becognée
- Musique : Jean-Pierre Doering
- Décors : René-Yves Bouty
- Son : Jean-Claude Reboul
- Montage : Nicole Gauduchon
- Production : Alexia Films, Babel Productions
- Société de distribution : Compagnie française de distribution cinématographique (France), Union générale cinématographique (France), Tamasa Distribution (international)[1]
- Pays :  France
- Durée : 93 minutes[2]
- Date de sortie : 
  - France : 7 février 1979[1]

## Distribution
- Philippe Clair : l'Adjudant
- Bernard Pinet : le Marseillais
- Pierre Triboulet : Triboulet
- Daniel Derval : Daniel
- Hervé Palud : le Costaud
- Eddy Jabès : le Belge
- Michel Peyrelon
- Patrice Dozier
- Fernand Legros
- Dominique Webb